# خوان ماوري
خوان ماوري (بالإسبانية: Juan Mauri)‏ (29 ديسمبر 1988 في الأرجنتين - ) هو لاعب كرة قدم أرجنتيني في مركز الوسط. لعب مع أوليمبو وإيه سي ميلان وتيرو فيديرال وفيرو كاريل أويستي وASD Akragas 2018 ‏.

## وصلات خارجية
- خوان ماوري على موقع قاعدة بيانات كرة القدم.إي يو (الإنجليزية)
- خوان ماوري على موقع Soccerway.com (الإنجليزية)